# Aoshachia rufistriga
Aoshachia rufistriga is een vlinder uit de familie van de spanners (Geometridae). De wetenschappelijke naam van de soort is voor het eerst geldig gepubliceerd in 1963 door Sergius Kiriakoff.